# Sinquisita-(Y)
La sinquisita-(Y) és un mineral de la classe dels carbonats, que pertany al grup de la sinquisita. Va rebre el seu nom per Gustav Flink del grec σύγχΰσις synchys, confusió, en al·lusió al fet que en un principi va ser confosa amb la parisita. El sufix "-(Y)" va ser afegit per l'Associació Mineralògica Internacional a causa del predomini d'itri en la composició.

## Característiques
La sinquisita-(Y) és un carbonat de fórmula química CaY(CO₃)₂F. És l'anàleg amb itri de la sinquisita-(Ce) i la sinquisita-(Nd). Cristal·litza en el sistema hexagonal, típicament formant agregats de gra molt fi. La seva duresa a l'escala de Mohs és 6 a 6,5.
Segons la classificació de Nickel-Strunz, la sinquisita-(Y) pertany a «05.BD: Carbonats amb anions addicionals, sense H₂O, amb elements de terres rares (REE)» juntament amb els següents minerals: cordilita-(Ce), lukechangita-(Ce), zhonghuacerita-(Ce), kukharenkoïta-(Ce), kukharenkoïta-(La), cebaïta-(Ce), cebaïta-(Nd), arisita-(Ce), arisita-(La), bastnäsita-(Ce), bastnäsita-(La), bastnäsita-(Y), hidroxilbastnäsita-(Ce), hidroxilbastnäsita-(Nd), hidroxilbastnäsita-(La), parisita-(Ce), parisita-(Nd), röntgenita-(Ce), sinquisita-(Ce), sinquisita-(Nd), thorbastnäsita, bastnäsita-(Nd), horvathita-(Y), qaqarssukita-(Ce) i huanghoïta-(Ce).

## Formació i jaciments
És un mineral accessori hidrotermal rar, que es troba en granits alcalins i pegmatites de granit. Sol trobar-se associada a altres minerals com: cainosita, bastnäsita-(Y), xenotima, hematites i quars. Va ser descobert a la mina Replogle, al comtat de Morris, Nova Jersey (Estats Units).